# Nationalliga A (Eishockey) 2006/07
Die Spielzeit 2006/07 war die 69. reguläre Spielzeit der Nationalliga A, in der die gleichen Mannschaften wie in der vergangenen Spielzeit spielten, da der EHC Biel die Relegation gegen den NLA-Tabellenletzten Fribourg-Gottéron verloren hatte. Der HC Davos besiegte den SC Bern im Playoff-Final mit 4:3 Siegen und wurde damit zum 28. Mal Schweizer Meister. Die SCL Tigers verloren die Playouts gegen den EHC Basel, sicherten sich aber in der Liga-Qualifikation gegen den EHC Biel den Verbleib in der ersten Liga.

## Modus
Gespielt wurden von den 12 Teams 2 Doppelrunden zu je 22 Spielen. Danach ermittelten die besten acht Mannschaften den Schweizer Meister im Playoff-Stil. Viertelfinals, Halbfinals und der Final wurden jeweils nach dem Modus Best-of-Seven gespielt.
Die anderen vier Mannschaften ermittelten in den Playouts diejenige Mannschaft, die gegen den Meister der Nationalliga B um den Klassenerhalt spielen musste.

## Hauptrunde

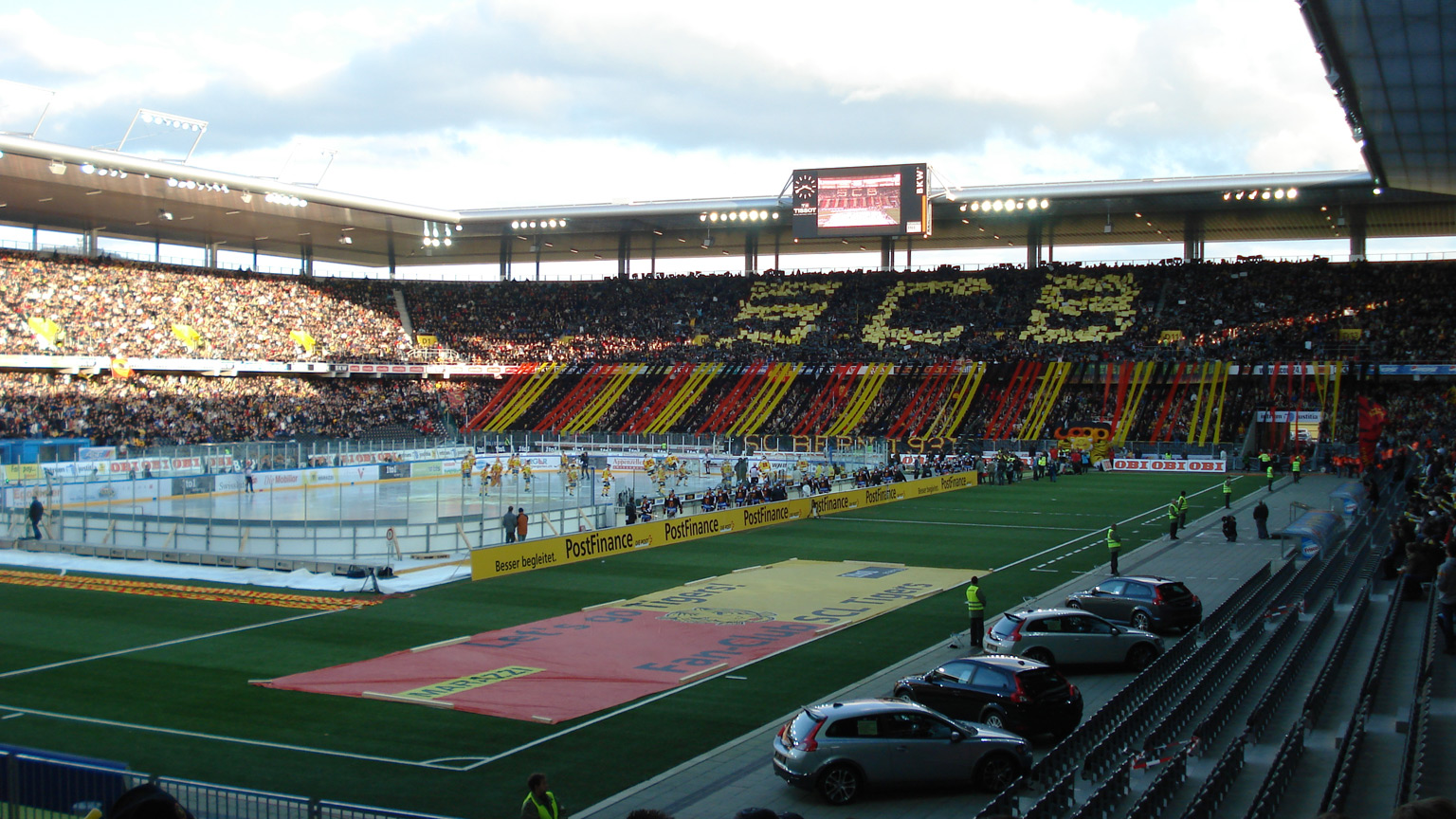
Mehr als 30'000 Zuschauer beim Berner Derby

Am Sonntag, 14. Januar 2007, wurde beim Berner Derby zwischen den SCL Tigers und dem SC Bern (2:5) im Berner Fussballstadion Stade de Suisse mit 30'076 Zuschauern ein neuer europäischer Zuschauerrekord für ein Eishockey-Ligaspiel aufgestellt. Der bisherige Rekord stammte aus dem Jahr 1963, als der Frölunda HC aus Göteborg, Schweden, auf einer offenen Eisbahn vor 23'192 Zuschauern spielte.

### Tabelle

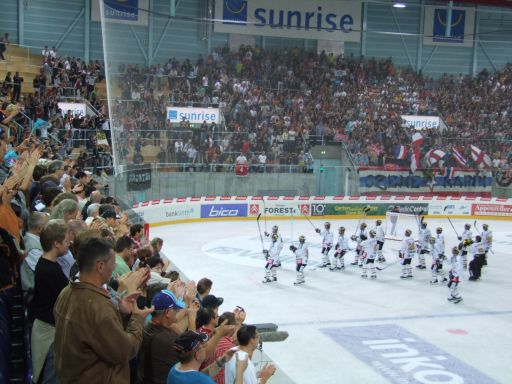
Eröffnungsspiel der Diners-Club Arena zwischen HC Lugano und Rapperswil-Jona Lakers, 16. September 2006

Der HC Davos schloss die Qualifikation mit insgesamt 28 Siegen vor dem SC Bern ab. Die ZSC Lions platzierten sich als Letzte unter den besten acht und erreichten damit die Playoffs. Der HC Ambrì-Piotta, Fribourg-Gottéron, die SCL Tigers und der EHC Basel verpassten die Playoffs und mussten in den Playdowns antreten.
| Pl. | Team                   | Sp. | S3 | S2 | N1 | N0 | Tore    | Pkt. |
| --- | ---------------------- | --- | -- | -- | -- | -- | ------- | ---- |
| 1.  | HC Davos               | 44  | 26 | 2  | 3  | 13 | 154:120 | 85   |
| 2.  | SC Bern                | 44  | 24 | 5  | 2  | 13 | 163:115 | 84   |
| 3.  | EV Zug                 | 44  | 22 | 6  | 3  | 13 | 153:117 | 81   |
| 4.  | HC Lugano              | 44  | 25 | 1  | 3  | 15 | 143:123 | 80   |
| 5.  | Kloten Flyers          | 44  | 22 | 6  | 2  | 14 | 173:128 | 80   |
| 6.  | Rapperswil-Jona Lakers | 44  | 19 | 5  | 3  | 17 | 149:141 | 70   |
| 7.  | HC Servette Genève     | 44  | 19 | 2  | 4  | 19 | 147:140 | 65   |
| 8.  | ZSC Lions              | 44  | 13 | 9  | 3  | 19 | 111:127 | 60   |
| 9.  | HC Ambrì-Piotta        | 44  | 14 | 1  | 8  | 21 | 128:165 | 52   |
| 10. | Fribourg-Gottéron      | 44  | 12 | 1  | 12 | 19 | 134:167 | 50   |
| 11. | SCL Tigers             | 44  | 12 | 5  | 1  | 26 | 115:160 | 47   |
| 12. | EHC Basel              | 44  | 9  | 4  | 3  | 28 | 103:170 | 38   |

### Statistik

#### Topscorer
| Nr. | Nat.            | Team          | Name              | Sp | T  | A  | Pkt | PIM | PPT |
| --- | --------------- | ------------- | ----------------- | -- | -- | -- | --- | --- | --- |
| 1.  | Kanada          | SC Bern       | Simon Gamache     | 44 | 20 | 46 | 66  | 40  | 14  |
| 2.  | Kanada          | HC Davos      | Alexandre Daigle  | 44 | 22 | 39 | 61  | 44  | 9   |
| 3.  | Finnland        | Kloten Flyers | Kimmo Rintanen    | 41 | 24 | 34 | 58  | 16  | 4   |
| 4.  | Kanada Schweiz  | SC Bern       | Christian Dubé    | 40 | 16 | 38 | 54  | 36  | 4   |
| 5.  | Kanada          | HC Ambrì      | Jean-Guy Trudel   | 44 | 27 | 26 | 53  | 38  | 15  |
| 6.  | Kanada          | HC Ambrì      | Hnat Domenichelli | 44 | 21 | 31 | 52  | 50  | 9   |
| 7.  | Russland Kanada | EV Zug        | Oleg Petrow       | 42 | 12 | 40 | 52  | 95  | 4   |
| 8.  | Schweiz         | HC Davos      | Michel Riesen     | 44 | 37 | 14 | 51  | 70  | 20  |
| 9.  | Kanada          | Kloten Flyers | Domenico Pittis   | 40 | 17 | 34 | 51  | 75  | 7   |
| 10. | Kanada          | Servette      | Serge Aubin       | 40 | 21 | 29 | 50  | 50  | 9   |
| 11. | Kanada          | Rapperswil    | Stacy Roest       | 40 | 14 | 36 | 50  | 36  | 4   |
| 12. | Kanada          | Servette      | Kirby Law         | 44 | 17 | 32 | 49  | 40  | 9   |
| 13. | Schweden        | HC Lugano     | Rickard Wallin    | 44 | 14 | 35 | 49  | 87  | 5   |
| 14. | Schweiz         | HC Davos      | Reto von Arx      | 38 | 11 | 38 | 49  | 46  | 6   |
| 15. | Kanada Schweiz  | EV Zug        | Paul DiPietro     | 41 | 22 | 25 | 47  | 36  | 7   |

(Legende zur Spielerstatistik: Sp oder GP = absolvierte Spiele; T oder G = erzielte Tore; V oder A = erzielte Assists; Pkt oder Pts = erzielte Scorerpunkte; SM oder PIM = erhaltene Strafminuten; +/− = Plus/Minus-Bilanz; PP = erzielte Überzahltore; SH = erzielte Unterzahltore; GW = erzielte Siegtore; 1 Play-downs/Relegation; Kursiv: Statistik nicht vollständig)

#### Torhüter
| Nr. | Team          | Name             | Sp | Min  | GT  | GAA | MinGT | SO | S  | U | N  |
| --- | ------------- | ---------------- | -- | ---- | --- | --- | ----- | -- | -- | - | -- |
| 1.  | SC Bern       | Marco Bührer     | 43 | 2582 | 105 | 2.4 | 25    | 6  | 28 | 0 | 14 |
| 2.  | EV Zug        | Lars Weibel      | 43 | 2606 | 109 | 2.5 | 24    | 2  | 29 | 0 | 14 |
| 3.  | HC Davos      | Jonas Hiller     | 44 | 2656 | 115 | 2.6 | 23    | 3  | 28 | 0 | 16 |
| 4.  | Rapperswil    | Marco Streit     | 26 | 1499 | 67  | 2.7 | 22    | 0  | 13 | 1 | 11 |
| 5.  | ZSC Lions     | Ari Sulander     | 43 | 2613 | 118 | 2.7 | 22    | 2  | 21 | 0 | 22 |
| 6.  | HC Lugano     | Simon Züger      | 44 | 2594 | 116 | 2.7 | 22    | 4  | 26 | 0 | 18 |
| 7.  | Kloten Flyers | Ronnie Rüeger    | 44 | 2656 | 123 | 2.8 | 22    | 2  | 28 | 0 | 16 |
| 8.  | Servette      | Gianluca Mona    | 44 | 2542 | 123 | 2.9 | 21    | 2  | 21 | 1 | 21 |
| 9.  | HC Ambrì      | Thomas Bäumle    | 44 | 2537 | 148 | 3.5 | 17    | 0  | 14 | 0 | 29 |
| 10. | EHC Basel     | Daniel Manzato   | 44 | 2590 | 151 | 3.5 | 17    | 2  | 13 | 0 | 30 |
| 11. | HC Fribourg   | Adam Munro       | 41 | 2488 | 149 | 3.6 | 17    | 0  | 12 | 0 | 28 |
| 12. | SCL Tigers    | Matthias Schoder | 44 | 2223 | 133 | 3.6 | 17    | 3  | 15 | 0 | 21 |

(Legende zur Torhüterstatistik: GP oder Sp = Spiele insgesamt; W oder S = Siege; L oder N = Niederlagen; T oder U oder OT = Unentschieden oder Overtime- bzw. Shootout-Niederlage; Min. = Minuten; SOG oder SaT = Schüsse aufs Tor; GA oder GT = Gegentore; SO = Shutouts; GAA oder GTS = Gegentorschnitt; Sv% oder SVS% = Fangquote; EN = Empty Net Goal; 1 Play-downs/Relegation; Kursiv: Statistik nicht vollständig)

## Playoffs
Auch die NLA-Clubs konnten in der Spielzeit 2006/2007 zum ersten Mal den Playoff-Gegner selbst wählen. Im Vergleich zur NLB wurden in der Playoff- und Playout-Auswahl der NLA jedoch jeweils jene Gegner erkoren, welche man auch nach dem alten Playoff-Modus erhalten hätte.

### Turnierbaum
| Viertelfinal                                          | Viertelfinal                                          | Viertelfinal                                          |                                                       | Halbfinal                                             | Halbfinal                                             | Halbfinal                                             |   |          | Final   | Final | Final |
|                                                       |                                                       |                                                       |                                                       |                                                       |                                                       |                                                       |   |          |         |       |       |
| 1                                                     | HC Davos                                              | 4                                                     |                                                       |                                                       |                                                       |                                                       |   |          |         |       |       |
| 8                                                     | ZSC Lions                                             | 3                                                     |                                                       |                                                       |                                                       |                                                       |   |          |         |       |       |
|                                                       |                                                       |                                                       | 1                                                     | HC Davos                                              | 4                                                     |                                                       |   |          |         |       |       |
|                                                       |                                                       |                                                       | 5                                                     | Kloten Flyers                                         | 1                                                     |                                                       |   |          |         |       |       |
| 2                                                     | SC Bern                                               | 4                                                     |                                                       |                                                       |                                                       |                                                       |   |          |         |       |       |
| 7                                                     | HC Genève-Servette                                    | 1                                                     |                                                       |                                                       |                                                       |                                                       |   |          |         |       |       |
| (Die Teams werden nach der ersten Runde neu gesetzt.) | (Die Teams werden nach der ersten Runde neu gesetzt.) | (Die Teams werden nach der ersten Runde neu gesetzt.) | (Die Teams werden nach der ersten Runde neu gesetzt.) | (Die Teams werden nach der ersten Runde neu gesetzt.) | (Die Teams werden nach der ersten Runde neu gesetzt.) | (Die Teams werden nach der ersten Runde neu gesetzt.) | 1 | HC Davos | 4       |       |       |
| (Die Teams werden nach der ersten Runde neu gesetzt.) | (Die Teams werden nach der ersten Runde neu gesetzt.) | (Die Teams werden nach der ersten Runde neu gesetzt.) | (Die Teams werden nach der ersten Runde neu gesetzt.) | (Die Teams werden nach der ersten Runde neu gesetzt.) | (Die Teams werden nach der ersten Runde neu gesetzt.) | (Die Teams werden nach der ersten Runde neu gesetzt.) |   | 2        | SC Bern | 3     |       |
| 3                                                     | EV Zug                                                | 4                                                     |                                                       |                                                       |                                                       |                                                       |   |          |         |       |       |
| 6                                                     | Rapperswil-Jona Lakers                                | 3                                                     |                                                       |                                                       |                                                       |                                                       |   |          |         |       |       |
|                                                       |                                                       |                                                       | 2                                                     | SC Bern                                               | 4                                                     |                                                       |   |          |         |       |       |
|                                                       |                                                       |                                                       | 3                                                     | EV Zug                                                | 1                                                     |                                                       |   |          |         |       |       |
| 4                                                     | HC Lugano                                             | 2                                                     |                                                       |                                                       |                                                       |                                                       |   |          |         |       |       |
| 5                                                     | Kloten Flyers                                         | 4                                                     |                                                       |                                                       |                                                       |                                                       |   |          |         |       |       |
|                                                       |                                                       |                                                       |                                                       |                                                       |                                                       |                                                       |   |          |         |       |       |

### Viertelfinal
|          |   |           | Serie | 1         | 2   | 3   | 4   | 5   | 6   | 7   |
| -------- | - | --------- | ----- | --------- | --- | --- | --- | --- | --- | --- |
| HC Davos | – | ZSC Lions | 4:3   | 2:3 n. V. | 1:3 | 3:1 | 2:5 | 4:2 | 3:1 | 3:0 |

Im ersten Spiel der Serie gewannen die Lions dank einem Hattrick von Jan Alston, davon zwei Powerplay-Tore. Auch das zweite Spiel entschieden die Zürcher für sich, grossen Anteil daran hatte Róbert Petrovický mit zwei Toren. Das folgende Duell konnte der HCD dank zwei Toren von Sandro Rizzi gegen die Lions gewinnen. Der ZSC konnte seinen Vorsprung auf 3:1 erhöhen, da man den HCD im vierten Spiel der Serie mit 5:2 besiegte, dabei erzielte Dale McTavish zwei Tore, während der Torhüter der Lions Ari Sulander mit einer Adduktorenverletzung ausschied. Demzufolge übernahm in der folgenden Partie Reto Berra die Position des Torhüters, konnte aber die 4:2-Niederlage nicht verhindern, die vor allem aufgrund der Undiszipliniertheit der Zürcher entstand, so dass Davos drei Powerplaytore erzielen konnte. Matchwinner beim dritten Sieg des HC Davos im sechsten Spiel war Doppeltorschütze Petr Tatíček, während die Zürcher kein adäquates Mittel fanden, die starke Defensive der Davoser zu bezwingen. Im letzten und entscheidenden Spiel sieben ging der HCD im ersten Drittel durch Josef Marha und Sandro Rizzi mit 2:0 in Führung, während es den ZSC Lions nicht gelang, die Defensive der Davoser zu brechen. Im zweiten Drittel erhöhte wiederum Josef Marha auf 3:0 – dies war auch der Endstand. Damit stand der HC Davos im Halbfinal, und die ZSC Lions beendeten die Saison im Viertelfinal trotz einer 3:1-Führung in der Serie.
|         |   |                    | Serie | 1   | 2   | 3   | 4   | 5   | 6 | 7 |
| ------- | - | ------------------ | ----- | --- | --- | --- | --- | --- | - | - |
| SC Bern | – | Genève-Servette HC | 4:1   | 2:1 | 3:2 | 4:2 | 1:2 | 7:3 | – | – |

Der SC Bern behielt im ersten Spiel mit 2:1 die Oberhand in einem von der Defensive geprägten Spiel. Auch das zweite Spiel in Genf gewann der SCB u. a. dank zwei Toren von Christian Berglund. In Duell Nummer drei konnten zunächst die Genfer in Führung gehen, kassierten aber dann vier Tore in Folge, während die Berner einen starken Rückhalt in Marco Bührer hatten. Im knappen vierten Spiel führte der HC durch Tore von Kirby Law und Jonathan Mercier, die Berner kamen nur noch zum 2:1-Anschluss durch Raeto Raffainer. Spiel Nummer fünf brachte die Entscheidung: Sieben Tore (davon jeweils zwei durch Thomas Ziegler und Patrik Bärtschi) und ein überragender Simon Gamache brachten den SC Bern auf die Siegerstrasse, der damit bereits im Halbfinal stand.
|        |   |                        | Serie | 1   | 2         | 3   | 4         | 5   | 6   | 7   |
| ------ | - | ---------------------- | ----- | --- | --------- | --- | --------- | --- | --- | --- |
| EV Zug | – | Rapperswil-Jona Lakers | 4:3   | 2:3 | 3:4 n. V. | 1:4 | 6:5 n. P. | 6:3 | 5:1 | 6:2 |

Die Lakers aus Rapperswil gewannen auswärts in Zug dank drei Toren im ersten Drittel. In einem knappen zweiten Spiel gewannen die Lakers erst in der Verlängerung, herausragender Spieler war Mariusz Czerkawski. Mikko Eloranta schoss das erste und das letzte Tor im dritten Spiel der Serie, womit den Lakers nur noch ein Sieg zum Erreichen des Halbfinals fehlte. Das vierte Spiel dieses Viertelfinals wurde im Penaltyschiessen durch Paolo Duca entschieden, der schon während des zweiten Drittels zwei Tore erzielt hatte. Herausragender Spieler auf Seiten der Lakers war Mariusz Czerkawski, der zwei Tore erzielte und drei weitere vorbereitete. In der folgenden Partie schwächten sich die Lakers selbst, indem sie zu viele unnötige Strafen erhielten – im Gegensatz dazu waren die Zuger sehr diszipliniert und erhielten kaum Strafen, so dass sie auf 5:1 davonziehen konnten (zwei Tore von Krystofer Kolanos). Die zwei Gegentreffer im dritten Drittel waren dabei nur noch Ergebniskorrektur. Die Rapperswil-Jona Lakers konnten sich im sechsten Spiel der Serie nicht gegen den EV Zug durchsetzen – sie verloren zu Hause vor 6100 Zuschauern mit 1:5 (zwei Zuger Tore von Kamil Piroš). Die Rapperswil-Jona Lakers vergaben auch ihren vierten Matchpuck, um in den Halbfinal einzuziehen, da nur in den ersten Minuten der Wille zum Sieg vorhanden war, von Minute zu Minute schwand dieser, und der EV Zug siegte verdient in der Herti-Halle. Herausragende Spieler waren dabei Krystofer Kolanos und Paul DiPietro mit jeweils zwei Toren, Björn Christen und Duri Camichel mit jeweils drei Assists und Oleg Petrow mit drei Scorerpunkten.
|           |   |               | Serie | 1   | 2         | 3   | 4   | 5   | 6   | 7 |
| --------- | - | ------------- | ----- | --- | --------- | --- | --- | --- | --- | - |
| HC Lugano | – | Kloten Flyers | 2:4   | 3:6 | 2:3 n. V. | 8:1 | 1:3 | 5:3 | 1:3 | – |

Zwei Tore und ein Assist von Marcel Jenni und eine solide Mannschaftsleistung garantierten den Sieg für die Klotener im ersten Spiel der Serie. Das zweite Spiel ging knapp an die Flyers, die nach 29 Sekunden der Verlängerung durch Kimmo Rintanen zum Erfolg kamen. Einen Befreiungsschlag der Luganesi erlebten die Zuschauer in Spiel drei: Insgesamt vier Powerplay-Tore und sieben verschiedene Torschützen des HCL sicherten den Kantersieg über die Klotener, die nur im ersten Drittel durch Kimmo Rintanen ein Tor erzielen konnten. Spiel Nummer vier wurde durch ein Tor von Domenico Pittis fünf Minuten vor Spielende zugunsten der Klotener entschieden. Im folgenden Duell führten die Flyers auswärts schon mit 3:2 im zweiten Drittel, kassierten dann aber 3 Gegentore, die den Sieg für die Luganesi brachten. Im sechsten Spiel folgte die Entscheidung der Serie durch einen 3:1-Sieg der Klotener – kurios dabei, dass der zwischenzeitliche Ausgleich des HCL zum 2:2 durch den Schiedsrichter wegen Torraumabseits nicht gegeben wurde. Damit standen die Kloten Flyers im Halbfinal, und für den HCL war die Saison beendet.

### Halbfinal
|         |   |        | Serie | 1   | 2   | 3   | 4   | 5   | 6 | 7 |
| ------- | - | ------ | ----- | --- | --- | --- | --- | --- | - | - |
| SC Bern | – | EV Zug | 4:1   | 4:0 | 1:0 | 4:0 | 1:3 | 4:0 | – | – |

In einem eher mässigen ersten Duell besiegte der SCB eine müde wirkende Mannschaft aus Zug, Matchwinner auf Berner Seite waren Marc Reichert mit zwei Toren, Simon Gamache mit drei Scorerpunkten und Marco Bührer mit seinem ersten Shutout der Playoffs. Die zweite Partie war von der Defensive und zwei sehr starken Torhütern geprägt – sowohl Marco Bührer als auch Lars Weibel zeigten Saisonbestleistungen und wurden folgerichtig zu den besten Spielern des Spieles gewählt – das spielentscheidende 1:0 für den SCB erzielte Éric Landry.
Spiel Nummer drei gewann der SC Bern dank einem effizienten Powerplay und einem starken Marco Bührer mit seinem dritten Shutout in Folge. Topscorer der Partie war Toni Söderholm mit einem Tor und zwei Assists. War in den ersten drei Spielen der SC Bern in der Verteidigung sicherer, wirkte in der vierten Partie Zug in der Defensive besser als der SCB und setzte diesen immer wieder unter Druck, so dass letztendlich die Zuger mit 3:1 gewannen. Vor 16'032 Zuschauern gewann der SC Bern das fünfte Spiel gegen Zug mit 4:0. Die Berner verdankten diesen hohen Sieg dem Schweden Christian Berglund, der im letzten Drittel einen Hattrick erzielte, und ihrem Goalie Marco Bührer mit seinem vierten Shutout der Playoffs.
|          |   |               | Serie | 1   | 2   | 3   | 4   | 5   | 6 | 7 |
| -------- | - | ------------- | ----- | --- | --- | --- | --- | --- | - | - |
| HC Davos | – | Kloten Flyers | 4:1   | 5:0 | 3:4 | 4:3 | 6:3 | 3:1 | – |   |

Der erste Halbfinal zwischen dem HCD und den Flyers wurde durch die Powerplay-Formation der Davoser (4 PPT) und durch eine gute Defensivleistung entschieden – Matchwinner waren Michel Riesen mit zwei Powerplaytoren und Jonas Hiller mit seinem zweiten Shutout in Folge. Das zweite Duell im Halbfinal entschieden die Flyers für sich, obwohl der HCD im dritten Drittel durch zwei Tore von Zbyněk Irgl und ein Tor von Peter Guggisberg mit 3:1 geführt hatte. Kloten konnte dann innerhalb von zwei Minuten den Ausgleich erzielen und ging drei Minuten vor Spielende durch Roman Wick in Führung. Der HCD konnte dem nichts mehr entgegensetzen, da er sich vorher schon durch insgesamt 24 Strafminuten geschwächt hatte.
Die dritte Partie zwischen dem HCD und den Flyers wurde im dritten Drittel durch drei HCD-Tore in Folge entschieden, nachdem Kloten schon mit 2:1 geführt hatte – grossen Anteil am Erfolg der Bündner hatte Zbyněk Irgl mit zwei Toren. Ein effizientes Powerplay und eine überragende Reihe um Alexandre Daigle (zwei Tore) und Reto von Arx (drei Assists) waren der Schüssel zum Erfolg des HCD im vierten Duell der Serie, obwohl zur Mitte des Spiels Kloten noch mit 3:1 in Führung gelegen hatte. In Spiel fünf der Serie ging Davos in der zehnten Minute durch Dino Wieser in Führung, Kloten konnte zwar ausgleichen, aber sowohl das Tor zum 2:1 durch Petr Tatíček als auch das 3:1 durch Josef Marha blieben unbeantwortet – damit stand der HCD im Playoff-Final.

### Final
|          |   |         | Serie | 1   | 2   | 3   | 4   | 5   | 6   | 7   |
| -------- | - | ------- | ----- | --- | --- | --- | --- | --- | --- | --- |
| HC Davos | – | SC Bern | 4:3   | 3:2 | 0:4 | 3:1 | 2:3 | 3:1 | 2:3 | 1:0 |

Das erste Spiel der Finalserie gewann der HCD aufgrund der besseren Offensivleistung, dabei überzeugte Josef Marha mit zwei Toren und Reto von Arx mit dem spielentscheidenden Tor. Die Berner kamen im letzten Drittel zwar durch Simon Gamache noch auf 2:3 heran, aber liessen insgesamt die nötige Spielhärte missen. In einem intensiven, schnellen und harten zweiten Spiel gewann der SC Bern gegen einen zu defensiv eingestellten HC Davos mit 4:0, wobei Marco Bührer seinen elften Shutout der Saison feiern konnte. Ein Doppelschlag im zweiten Drittel der dritten Partie sorgte für die Entscheidung zugunsten des HCD, der einen 3:1-Sieg einfuhr. Die Berner scheiterten am eigenen Unvermögen oder an Jonas Hiller, der 36 Schüsse parierte.
Nach dem ersten Drittel des vierten Duells führten die Berner mit 3:0 und gewannen trotz einer Aufholjagd der Bündner letztendlich mit 3:2. Im dritten Davoser Heimspiel der Serie gewann der HCD aufgrund einer geradlinigen Offensivtaktik, eines überzeugenden Unterzahlspiels und eines stark spielenden Jonas Hiller mit 3:1. Spiel Nummer sechs wurde durch ein Powerplay-Tor von Simon Gamache zugunsten des SC Bern entschieden, nachdem Robin Leblanc noch per Penalty hatte ausgleichen können. Der HC Davos gewann das siebte Spiel der Serie, das über weite Strecken ausgeglichen war, durch ein Tor von Robin Leblanc mit 1:0 und war somit Schweizer Meister 2007.

### Playoff-Statistik

#### Topscorer
| Nr. | Nat.           | Team          | Name               | Sp | T | A  | Pkt | PIM | PPT |
| --- | -------------- | ------------- | ------------------ | -- | - | -- | --- | --- | --- |
| 1.  | Kanada         | SC Bern       | Simon Gamache      | 16 | 7 | 9  | 16  | 10  | 4   |
| 2.  | Kanada Schweiz | SC Bern       | Christian Dubé     | 17 | 0 | 16 | 16  | 24  | 0   |
| 3.  | Tschechien     | HC Davos      | Josef Marha        | 19 | 8 | 6  | 14  | 26  | 1   |
| 4.  | Finnland       | Kloten Flyers | Kimmo Rintanen     | 11 | 6 | 7  | 13  | 2   | 3   |
| 5.  | Kanada         | HC Davos      | Alexandre Daigle   | 18 | 4 | 9  | 13  | 6   | 3   |
| 6.  | Tschechien     | HC Davos      | Zbyněk Irgl        | 15 | 8 | 4  | 12  | 20  | 1   |
| 7.  | Polen          | Rapperswil    | Mariusz Czerkawski | 7  | 6 | 6  | 12  | 16  | 2   |
| 8.  | Schweiz        | HC Davos      | Peter Guggisberg   | 19 | 6 | 5  | 11  | 4   | 2   |
| 9.  | Tschechien     | Kloten Flyers | Radek Hamr         | 11 | 2 | 9  | 11  | 22  | 2   |
| 10. | Schweiz        | SC Bern       | Marc Reichert      | 17 | 6 | 4  | 10  | 4   | 2   |
| 11. | Schweden       | SC Bern       | Christian Berglund | 16 | 5 | 5  | 10  | 18  | 2   |
| 12. | Russland       | EV Zug        | Oleg Petrow        | 12 | 4 | 6  | 10  | 18  | 1   |
| 13. | Kanada         | Kloten Flyers | Domenico Pittis    | 11 | 2 | 8  | 10  | 55  | 1   |
| 13. | Schweiz        | HC Davos      | Reto von Arx       | 19 | 2 | 8  | 10  | 38  | 1   |
| 15. | Schweiz        | HC Davos      | Michel Riesen      | 15 | 5 | 4  | 9   | 37  | 4   |

(Legende zur Spielerstatistik: Sp oder GP = absolvierte Spiele; T oder G = erzielte Tore; V oder A = erzielte Assists; Pkt oder Pts = erzielte Scorerpunkte; SM oder PIM = erhaltene Strafminuten; +/− = Plus/Minus-Bilanz; PP = erzielte Überzahltore; SH = erzielte Unterzahltore; GW = erzielte Siegtore; 1 Play-downs/Relegation; Kursiv: Statistik nicht vollständig)

#### Torhüter
| Nr. | Team          | Name          | Sp | Min  | GT | GAA | MinGT | SO | S  | N |
| --- | ------------- | ------------- | -- | ---- | -- | --- | ----- | -- | -- | - |
| 1.  | SC Bern       | Marco Bührer  | 17 | 1013 | 25 | 1,5 | 41    | 5  | 11 | 6 |
| 2.  | HC Davos      | Jonas Hiller  | 19 | 1138 | 39 | 2,1 | 29    | 3  | 12 | 7 |
| 3.  | EV Zug        | Lars Weibel   | 12 | 751  | 35 | 2,8 | 21    | 0  | 5  | 7 |
| 4.  | HC Lugano     | Simon Züger   | 6  | 357  | 17 | 2,9 | 21    | 0  | 2  | 4 |
| 5.  | Kloten Flyers | Ronnie Rüeger | 11 | 657  | 40 | 3,7 | 16    | 0  | 5  | 6 |

(Legende zur Torhüterstatistik: GP oder Sp = Spiele insgesamt; W oder S = Siege; L oder N = Niederlagen; T oder U oder OT = Unentschieden oder Overtime- bzw. Shootout-Niederlage; Min. = Minuten; SOG oder SaT = Schüsse aufs Tor; GA oder GT = Gegentore; SO = Shutouts; GAA oder GTS = Gegentorschnitt; Sv% oder SVS% = Fangquote; EN = Empty Net Goal; 1 Play-downs/Relegation; Kursiv: Statistik nicht vollständig); nur Torhüter mit mehr als 4 Spielen berücksichtigt 

## Playouts
Die Playouts und auch die Relegation wurden durchgängig im Modus Best-of-Seven ausgespielt.

### Playout-Baum
|  | Halbfinal | Halbfinal            | Halbfinal |  |  | Final | Final      | Final |
|  |           |                      |           |  |  |       |            |       |
|  |           |                      |           |  |  |       |            |       |
|  | 9         | HC Ambrì-Piotta      | 4         |  |  |       |            |       |
|  | 12        | EHC Basel            | 3         |  |  |       |            |       |
|  |           |                      |           |  |  | 11    | SCL Tigers | 2     |
|  |           |                      |           |  |  | 12    | EHC Basel  | 4     |
|  | 10        | HC Fribourg-Gottéron | 4         |  |  |       |            |       |
|  | 11        | SCL Tigers           | 0         |  |  |       |            |       |
|  |           |                      |           |  |  |       |            |       |

### Halbfinal
|                 |   |           | Serie | 1   | 2         | 3   | 4   | 5         | 6   | 7   |
| --------------- | - | --------- | ----- | --- | --------- | --- | --- | --------- | --- | --- |
| HC Ambrì-Piotta | – | EHC Basel | 4:3   | 3:2 | 5:4 n. V. | 4:2 | 2:3 | 4:5 n. V. | 2:3 | 5:1 |

Eero Somervuori war an allen drei Toren des HCAP beteiligt, die die Basler knapp besiegten. Im zweiten Spiel der Serie führten die Basler nach dem ersten Drittel mit 4:0, aber durch einen Hattrick von Hnat Domenichelli und zwei Tore von Jean-Guy Trudel gewann der HCAP in der Verlängerung. Teil drei der Serie wurde vor allem durch die Reihe um Jean-Guy Trudel bestimmt, so dass Ambrì nun mit 3:0 in Führung lag. Der erste Block beider Mannschaften bestimmte die vierte Partie der Playouts, die letztendlich der EHC für sich entscheiden konnte. Zwei Tore von Patric Della Rossa und das spielentscheidende Tor von Franco Collenberg in der dritten Minute der Verlängerung sicherten den zweiten Sieg der Basler im fünften Aufeinandertreffen beider Mannschaften. Das sechste Spiel wurde vor allem von der Defensive und taktischem Eishockey geprägt, dabei ging Basel mit 2:0 durch Della Rossa und Mike Maneluk in Führung – im dritten Drittel versuchten die Tessiner dann mit Härte zum Erfolg zu kommen, kassierten aber das dritte Gegentor. Im siebten und entscheidenden Spiel des Playout-Halbfinals setzten sich die Tessiner schliesslich gegen den EHC Basel mühelos mit 5:1 durch, dabei erzielte Eero Somervuori insgesamt vier Tore und Nick Naumenko gab drei Vorlagen.
|                      |   |            | Serie | 1   | 2   | 3         | 4         | 5 | 6 | 7 |
| -------------------- | - | ---------- | ----- | --- | --- | --------- | --------- | - | - | - |
| HC Fribourg-Gottéron | – | SCL Tigers | 4:0   | 6:3 | 3:2 | 4:3 n. V. | 4:3 n. P. | – | – |   |

Je zwei Doppelpacks von Benjamin Plüss und Jozef Balej sicherten den Sieg für Fribourg im ersten Spiel der Serie. Auch das zweite Spiel konnten die Fribourger für sich entscheiden, dabei glänzte Thibaut Monnet mit zwei Toren. Trotz einer 3:2-Führung der Tigers durch Mathias Joggi im dritten Drittel verloren diese in der Verlängerung – erst erzielte Thibaut Monnet 18 Sekunden vor Schluss den Ausgleich und dann Josef Balej nach 3 Minuten der Verlängerung das spielentscheidende Tor. Fribourg-Gottéron bezwang die SCL Tigers in einem hochdramatischen Spiel vier im Penaltyschiessen mit 4:3 – Thibaut Monnet sorgte mit zwei verwandelten Penaltys für den Ligaerhalt seiner Mannschaft. Für die SCL Tigers folgte nun das Duell gegen den Verlierer der Serie HC Ambri Piotta vs. EHC Basel.

### Final
|            |  |           | Serie | 1   | 2   | 3   | 4   | 5   | 6         | 7 |
| ---------- |  | --------- | ----- | --- | --- | --- | --- | --- | --------- | - |
| SCL Tigers |  | EHC Basel | 2:4   | 2:0 | 3:4 | 9:2 | 0:4 | 0:4 | 2:3 n. V. |   |

Langnau gewann das erste Spiel des Playout-Finals gegen den EHC Basel mit 2:0. Die Nervosität war beiden Teams in den Startminuten anzusehen, doch ab dem zweiten Drittel vermochten die Langnauer zu reüssieren und entschieden die Partie mit zwei Toren im Mitteldrittel. Eine gute Leistung zeigte Matthias Schoder, der einen Shutout erreichte. Dem EHC Basel gelang aufgrund von zwei starken Dritteln vor nur 2'168 Zuschauern der Ausgleich in der Best-of-Seven-Serie. Überragender Akteur auf Seiten der Basler war Martin Sevc, der ein Tor und zwei Assists erzielte.
Eine herbe Niederlage musste der EHC Basel in Spiel Nummer drei hinnehmen und erlebte im dritten Drittel ein Fiasko, als die Tigers fünf Tore in Folge erzielen konnten. Matchwinner auf Seiten des SCL war Fabian Sutter mit vier Toren – ausserdem bemerkenswert die 19 Strafen gegen den EHC. Auch im vierten Spiel des Playout-Finals setzte sich die Heimmannschaft durch – durch zwei Tore von Thomas Nüssli und einen sicher agierenden Daniel Manzato mit seinem ersten Shutout gewann der EHC mit 4:0. Auch die folgende Partie ging an den EHC: dank zwei Toren von Mike Maneluk und einem erneut starken Daniel Manzato mit seinem zweiten Shutout gewann Basel mit 4:0. Im sechsten Spiel gelang dem EHC Basel der Ligaerhalt, man bezwang die SCL Tigers – die je mit 1:0 und 2:0 führten – nach Verlängerung mit 3:2.
Thibaut Monnet schoss den entscheidenden Penalty.

## Liga-Qualifikation
|            |  |          | Serie | 1   | 2   | 3   | 4   | 5   | 6 | 7 |
| ---------- |  | -------- | ----- | --- | --- | --- | --- | --- | - | - |
| SCL Tigers |  | EHC Biel | 4:1   | 4:1 | 5:2 | 2:5 | 6:1 | 5:3 | – | – |

Die SCL Tigers verblieben in der NLA.